# Aftenleg i Svanninge Bakker
Aftenleg i Svanninge Bakker er et maleri af Fritz Syberg fra 1900.
Svanninge Bakker er et bakket område med åbne arealer, skov, udsigter, vandhuller m.m., beliggende mellem Faaborg og Arreskov Sø i Faaborg-Midtfyn Kommune.     
Maleriet måler 174 x 230 cm, og er et af de største fra Sybergs hånd.     

## Værkets titel
Værkets titel henviser til den begivenhed der udspiller sig i baggrunden. Her har en gruppe unge mennesker dannet en rundkreds og danser rundt om en pige.
Fritz Syberg var en del af den danske kunstnerkoloni Fynboerne. Det der forenede denne kunstnerkoloni og deres fællesskab, var at de alle var født på Fyn, samt at de brugte deres nærmiljø og hjemstavn som motiver. 

## Det første hjem
Fritz Syberg blev i 1892 forlovet med Syrak Hansens datter Anna Syberg. De blev gift i 1894 og bosatte sig først i Svanninge udenfor Faaborg. Egnen omkring Svanninge bliver bearbejdet i mange af Fritz Sybergs landskabsmalerier.
I 1902 flyttede parret til Pilegården i Over Kærby ved Kerteminde.

## Zahrtmann elev
Fritz Syberg var, sammen med Peter Hansen (maler) og Johannes Larsen, elev hos Kristian Zahrtmann på Kunstnernes Frie Studieskoler.